# Єленьогурське воєводство
Єленьогурське воєводство (пол. województwo jeleniogórskie) — адміністративно-територіальна одиниця Польщі найвищого рівня, яка існувала у 1975—1998 роках.
Являло собою одну з 49 основних одиниць адміністративного поділу Польщі, які були скасовані в результаті адміністративної реформи Польщі 1998 року.
Займало площу 4379 км². Адміністративним центром воєводства було місто Єленя-Гура. Після адміністративної реформи воєводство припинило своє існування і його територія повністю відійшла до Нижньосілезького воєводства.

## Районні адміністрації
- Районна адміністрація в Болеславці для гмін: Болеславець, Львувек-Шльонський, Новогродзець, Осечниця, Венглінець та міста Болеславець
- Районна адміністрація в Єленій-Гурі для гмін: Болькув, Яновіце-Вельке, Єжув-Судецький, Каменна гура, Любавка, Марцишув, Мірськ, Мислаковіце, Подгужин, Стара Камениця, Свежава, Влень та міст Єленя-Гура, Каменна Гура, Карпач, Ковари, Пеховиці, Шклярська Поремба, Сверадув-Здруй, Войцешув
- Районна адміністрація в Любані для гмін: Богатиня, Грифув-Шльонський, Лешна, Любань, Любомеж, Ольшина, Плятерувка, Пенськ, Секерчин, Сулікув, Згожелець та міст Любань, Завідув і Згожелець.

## Міста
Чисельність населення на 31.12.1998
| - Єленя-Гура – 93 901 - Болеславець – 44 026 - Згожелець – 36 341 - Любань – 24 339 - Каменна гура – 23 123 - Богатиня – 20 346 - Ковари – 12 875 - Львувек-Шльонський – 9 000 - Грифув-Шльонський - 7 100 | - Шклярська Поремба – 7 000 - Пеховіце – 6 500 - Любавка – 6 400 - Пенськ – 5 800 - Болькув – 5 300 - Карпач – 5 000 - Сверадув-Здруй – 5 000 - Лесьна – 4 700 | - Завідув – 4 400 - Мірськ – 4 100 - Новогродзець – 4 000 - Войцешув – 4 000 - Венглінець – 3 000 - Свежава – 2 400 - Влень – 1 900 - Любомеж – 1 800 |

## Населення
- 1975 – 486 500
- 1980 – 492 600
- 1985 – 510 300
- 1990 – 517 900
- 1995 – 524 500
- 1998 – 523 700